# Ammomassilina
Ammomassilina es un género de foraminífero bentónico de la subfamilia Ammomassilininae, de la familia Ammomassilinidae, de la superfamilia Rzehakinoidea, del suborden Schlumbergerinina y del orden Schlumbergerinida. Su especie tipo es Massilina alveoliniformis. Su rango cronoestratigráfico abarca el Holoceno.

## Discusión
Clasificaciones previas incluían Ammomassilina en la subfamilia Siphonapertinae, de la familia Hauerinidae, de la superfamilia Milioloidea, del suborden Miliolina y del orden Miliolida.

## Clasificación
Ammomassilina incluye a las siguientes especies:
- Ammomassilina alveoliniformis
- Ammomassilina berggreni
- Ammomassilina clypeoarenula

Otra especie considerada en Ammomassilina es:
- Ammomassilina asperula, aceptado como Spiroglutina asperula